# Simone Barontini
Simone Barontini (Ancona, 5 gennaio 1999) è un mezzofondista italiano, campione europeo under 23 degli 800 metri piani a Tallinn 2021.
Negli 800 metri piani è stato anche finalista agli Europei di Monaco di Baviera 2022, ai Mondiali under 20 di Tampere 2018 e agli Europei under 23 di Gävle 2019, nonché vincitore della medaglia di bronzo agli Europei allievi di Tbilisi 2016; sulla stessa distanza è l'attuale tricampione nazionale assoluto all'aperto.

## Biografia
Nel 2011, su consiglio della professoressa delle scuole medie e parlandone con la madre, inizia a praticare l'atletica leggera con la Stamura Ancona allenato da Fabrizio Dubbini.
Al suo primo anno nella categoria cadetti nel 2013, il 13 ottobre gareggia ai campionati italiani under 16 di Jesolo finendo al 17º posto nei 1000 m.
Ai campionati italiani cadetti di Borgo Valsugana 2014, il 12 ottobre vince il suo primo titolo italiano con l'oro nei 1200 m siepi, con la migliore prestazione italiana di categoria dell'epoca, 3'20"71.
Durante il biennio 2015-2016 nella categoria allievi diventa per tre volte campione nazionale giovanile: due titoli nei 1000 m indoor ('15-'16 realizzando il nuovo record italiano under 18) e uno negli 800 m all'aperto ('16 col nuovo primato italiano allievi); ai campionati italiani under 18 del 2015 si ritira nella finale dei 1500 m (così come accade poi al Festival olimpico della gioventù europea di Tbilisi nella finale degli 800 m).
Nella stessa città vince la sua prima medaglia internazionale giovanile nel 2016 durante gli Europei allievi con il bronzo negli 800 m.
Nell’arco del biennio tra gli juniores, 2017-2018, vince 8 titoli italiani con 4 doppiette: 2 assoluti indoor negli 800 metri (nella finale del ’17 ha stabilito anche il nuovo record italiano under 20), 2 juniores sempre negli 800 m, 2 juniores indoor ancora negli 800 m ed altrettanti nei 1500 m.
Durante l’estate del 2018 negli 800 metri è stato prima finalista ai Mondiali under 20 di Tampere in Finlandia (quinto classificato) e poi ha esordito in Germania con la maglia della Nazionale assoluta agli Europei di Berlino, uscendo in batteria.
Il 17 febbraio 2019, ad Ancona vince il suo terzo titolo italiano assoluto consecutivo sugli 800 m, con il tempo di 1'48"63. Dopo questa gara viene convocato per i campionati europei indoor a Glasgow, dove non supera le batterie, ed esce con un tempo di 1'50"54.
Detiene 4 record giovanili di cui uno juniores e tre allievi e ha vinto 12 titoli italiani (di cui 2 assoluti indoor negli 800 metri) su 13 finali nazionali concluse (si è ritirato nei 1500 metri ai campionati italiani allievi di Milano 2015) dal 2013 al 2018.
Oltre a detenere quattro record italiani giovanili, è anche presente diverse altre volte nelle liste italiane all time, delle tre categorie in cui finora ha gareggiato: terzo juniores negli 800 m (1’47”35), terzo under 20 indoor nei 1000 metri (2’27”32); quarto allievi nei 1000 metri (2’26”05), settimo under 18 indoor negli 800 m (1’54”95); quinto cadetti nei 1200 metri siepi - 0,76 m (3’20”71), settimo under 16 nei 600 m (1’23”38) e secondo cadetti indoor nei 1000 m (2’33”87).

## Record nazionali
Juniores
- 800 metri piani indoor: 1'49"40 ( Ancona, 19 febbraio 2017)[3]

Allievi
- 1000 metri piani indoor: 2'27"32 ( Ancona, 14 febbraio 2016)[4]

## Progressione

### 800 metri piani
| Stagione | Tempo   | Luogo    | Data      | Rank. Mond. |
| -------- | ------- | -------- | --------- | ----------- |
| 2023     | 1'44"34 | Budapest | 24-8-2023 |             |
| 2022     | 1'44"96 | Rovereto | 30-8-2022 |             |
| 2021     | 1'46"13 | Rovereto | 26-6-2021 |             |
| 2020     | 1'46"64 | Rovereto | 8-9-2020  |             |
| 2019     | 1'46"87 | Rovereto | 27-8-2019 |             |
| 2018     | 1'47"35 | Tampere  | 14-7-2018 |             |
| 2017     | 1'49"64 | Firenze  | 10-6-2017 |             |
| 2016     | 1'48"76 | Jesolo   | 18-6-2016 |             |
| 2015     | 1'53"11 | Ancona   | 10-6-2015 |             |
| 2014     | 2'09"47 | Ancona   | 7-6-2014  |             |

### 1500 metri piani
| Stagione | Tempo   | Luogo    | Data      | Rank. Mond. |
| -------- | ------- | -------- | --------- | ----------- |
| 2018     | 4'02"03 | Macerata | 5-5-2018  | -           |
| 2017     | 3'55"07 | Rovereto | 29-8-2017 | -           |
| 2016     | 3'56"89 | Roma     | 2-6-2016  | -           |
| 2015     | 3'59"70 | Gavardo  | 17-5-2015 | -           |

### 800 metri piani indoor
| Stagione | Tempo   | Luogo   | Data      | Rank. Mond. |
| -------- | ------- | ------- | --------- | ----------- |
| 2022/23  | 1'46"82 | Ancona  | 19-2-2023 | -           |
| 2021/22  | 1'47"84 | Ancona  | 29-1-2022 | -           |
| 2020/21  | 1'47"51 | Ancona  | 21-2-2021 | -           |
| 2019/20  | 1'47"73 | Ostrava | 5-2-2020  | -           |
| 2018/19  | 1'48"62 | Ancona  | 17-2-2019 | -           |
| 2017/18  | 1'49"99 | Ancona  | 18-2-2018 | -           |
| 2016/17  | 1'49"40 | Ancona  | 19-2-2017 | -           |
| 2015/16  | 1'54"95 | Ancona  | 10-1-2016 | -           |
| 2014/15  | 1'56"79 | Ancona  | 17-1-2015 | -           |

### 1500 metri piani indoor
| Stagione | Tempo   | Luogo  | Data      | Rank. Mond. |
| -------- | ------- | ------ | --------- | ----------- |
| 2017/18  | 3'51"99 | Ancona | 3-2-2018  | -           |
| 2016/17  | 3'55"45 | Halle  | 4-3-2017  | -           |
| 2015/16  | 3'57"28 | Padova | 27-2-2016 | -           |
| 2014715  | 4'00"90 | Ancona | 24-1-2015 | -           |

## Palmarès
| Anno | Manifestazione          | Sede     | Evento      | Risultato  | Prestazione | Note                          |
| ---- | ----------------------- | -------- | ----------- | ---------- | ----------- | ----------------------------- |
| 2016 | Europei U18             | Tbilisi  | 800 m piani | Bronzo     | 1'49"78     | [ 5 ]                         |
| 2017 | Europei U20             | Grosseto | 800 m piani | Semifinale | 1'49"82     | [ 6 ]                         |
| 2018 | Mondiali U20            | Tampere  | 800 m piani | 5º         | 1'51"08     | [ 7 ]                         |
| 2018 | Europei                 | Berlino  | 800 m piani | Batteria   | 1'48"53     | [ 8 ]                         |
| 2019 | Europei indoor          | Glasgow  | 800 m piani | Batteria   | 1'50"54     |                               |
| 2019 | Europei U23             | Gävle    | 800 m piani | 8º         | 1'49"91     |                               |
| 2021 | Europei indoor          | Toruń    | 800 m piani | Semifinale | 1'49"51     |                               |
| 2021 | Europei U23             | Tallinn  | 800 m piani | Oro        | 1'46"20     |                               |
| 2022 | Giochi del Mediterraneo | Orano    | 800 m piani | 6º         | 1'45"92     | Miglior prestazione personale |
| 2022 | Europei                 | Monaco   | 800 m piani | 7º         | 1'45"66     | Miglior prestazione personale |
| 2023 | Europei indoor          | Istanbul | 800 m piani | 8º         | 1'48"63     |                               |
| 2023 | Mondiali                | Budapest | 800 m piani | Semifinale | 1'44"34     | Miglior prestazione personale |
| 2024 | Europei                 | Roma     | 800 m piani | Semifinale | 1'47"10     |                               |
| 2024 | Giochi olimpici         | Parigi   | 800 m piani | Semifinale | 1'46"17     |                               |

## Campionati nazionali
- 3 volte campione nazionale assoluto degli 800 m piani (2019, 2023, 2024)
- 4 volte campione nazionale assoluto indoor degli 800 m piani (2017, 2018, 2019, 2021)
- 1 volta campione nazionale promesse degli 800 m piani (2019)
- 2 volte campione nazionale juniores degli 800 m piani (2017, 2018)
- 2 volte campione nazionale juniores indoor degli 800 m piani (2017, 2018)
- 2 volte campione nazionale juniores indoor dei 1500 m piani (2017, 2018)
- 1 volta campione nazionale allievi degli 800 m piani (2016)
- 2 volte campione nazionale allievi indoor dei 1000 m piani (2015, 2016)
- 1 volta campione nazionale cadetti dei 1200 m hs (2014)

2013
- 17º ai campionati italiani cadetti e cadette (Jesolo), 1000 m piani - 2'45"85[9]

2014
- Oro ai campionati italiani cadetti e cadette (Borgo Valsugana), 1200 m hs - 3'20"71[10]
- 4º ai campionati italiani cadetti di corsa campestre - 8'02"

2015
- Oro ai campionati italiani allievi e allieve indoor (Ancona), 1000 m piani - 2'28"75[11]
- In finale ai campionati italiani allievi e allieve (Milano), 1500 m piani - dnf[12]

2016
- Oro ai campionati italiani allievi e allieve indoor (Ancona), 1000 m piani - 2'27"32 [13]
- Oro ai campionati italiani allievi e allieve (Jesolo), 800 m piani - 1'48"76 [14]

2017
- Oro ai campionati italiani juniores e promesse indoor (Ancona), 800 m piani - 1'51"21[15]
- Oro ai campionati italiani juniores e promesse indoor (Ancona), 1500 m piani - 3'59"10[16]
- Oro ai campionati italiani assoluti indoor (Ancona), 800 m piani - 1'49"40 [17]
- Oro ai campionati italiani juniores e promesse (Firenze), 800 m piani - 1'49"64[18]
- In batteria ai campionati italiani assoluti (Trieste), 800 m piani - 1'50"59[19]

2018
- Oro ai campionati italiani juniores e promesse indoor (Ancona), 800 m piani - 1'51"22[20]
- Oro ai campionati italiani juniores e promesse indoor (Ancona), 1500 m piani - 3'51"99[21]
- Oro ai campionati italiani assoluti indoor (Ancona), 800 m piani - 1'49"99[22]
- Oro ai campionati italiani juniores e promesse (Agropoli), 800 m piani - 1'48"14[23]

2019
- Oro ai campionati italiani assoluti indoor (Ancona), 800 m piani - 1'48"62[24]
- Oro ai campionati italiani juniores e promesse (Rieti), 800 m piani - 1'47"90[25]
- Oro ai campionati italiani assoluti (Bressanone), 800 m piani - 1'47"89[26]

2020
- Oro ai campionati italiani assoluti, 800 m piani - 1'48"16
- Oro ai campionati italiani promesse, 800 m piani - 1'48"61

2021
- Oro ai campionati italiani assoluti, 800 m piani - 1'46"13
- Oro ai campionati italiani assoluti, staffetta 4x400 m - 3'09"88
- Oro ai campionati italiani assoluti indoor, 800 m piani - 1'47"51
- Oro ai campionati italiani promesse indoor, 800 m piani - 1'48"46

2022
- Bronzo ai campionati italiani assoluti indoor (Ancona), 800 m piani - 1'48"97
- Argento ai campionati italiani assoluti (Rieti), 800 m piani - 1'47"63

2023
- Argento ai campionati italiani assoluti indoor (Ancona), 800 m piani - 1'46"82
- Oro ai campionati italiani assoluti (Molfetta), 800 m piani - 1'44"50

2024
- Oro ai campionati italiani assoluti (La Spezia), 800 m piani - 1'45"84

2025
- 8º ai campionati italiani assoluti, 800 m piani - 1'52"31
- Argento ai campionati italiani assoluti indoor, 800 m piani - 1'47"91

## Altre competizioni internazionali
2015
- In finale al Festival olimpico della gioventù europea ( Tbilisi), 800 m piani - dnf[27]

2016
- 6º nell'incontro internazionale indoor U20 Italia-Francia-Germania ( Padova), 1500 m piani - 3'57"28[27]

2017
- Argento nell'incontro internazionale indoor U20 Germania-Francia-Italia ( Halle), 1500 m piani - 3'55"45[6]

2018
- 5º nell'incontro internazionale indoor U20 Francia-Italia-Germania ( Nantes), 1500 m piani - 3'59"72[28]

2019
- 6º agli Europei a squadre ( Bydgoszcz), 800 m piani - 1'47"98

2021
- 4º agli Europei a squadre ( Chorzów), 800 m piani - 1'47"12

2023
- Argento al Golden Spike Ostrava ( Ostrava), 800 m piani - 1'45"03